# Tracheobionta arnowiae
Tracheobionta arnowiae là một loài cỏ trong họ hòa thảo, thuộc chi poa.